# Fissidens steerei
Fissidens steerei är en bladmossart som beskrevs av Abel Joel Grout 1943. Fissidens steerei ingår i släktet fickmossor, och familjen Fissidentaceae. Inga underarter finns listade i Catalogue of Life.